# NGC 3848
NGC 3848 est une galaxie lenticulaire située dans la constellation de la Vierge. NGC 3848 a été découverte par l'astronome germano-britannique William Herschel en 1784. Il a observé cette même galaxie un mois plus tard, le 15 avril 1784, et elle a été inscrite au catalogue NGC sous la désignation NGC 3822.

## Caractéristiques
NGC 3848 présente une large raie HI.

### Distance
Sa vitesse par rapport au fond diffus cosmologique est de 6 615 ± 25 km/s, ce qui correspond à une distance de Hubble de 97,6 ± 6,8 Mpc (∼318 millions d'al).

### Galaxie de Seyfert
NGC 3848 est une galaxie active de type Seyfert 2.

## Groupe d'IC 724
La galaxie NGC 3848 fait partie du groupe d'IC 724. Selon Abraham Mahtessian, ce groupe compte six membres : NGC 3817, NGC 3822 (=NGC 3848), NGC 3825 (=NGC 3852), NGC 3839, IC 724 et UGC 6617 (noté 1136+1014 dans l'article une abréviation pour CGCG 1136.7+1014).

## Groupe compact de Hickson 58

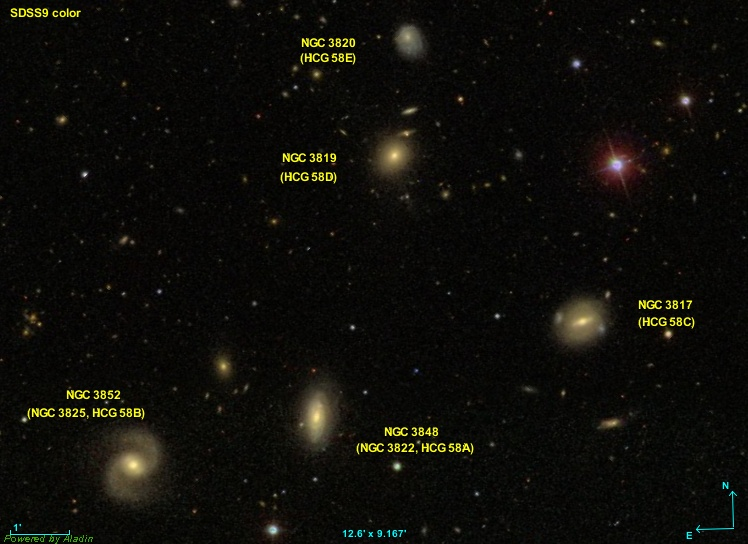
Les cinq galaxies du groupe compact de Hickson 58.

Trois des galaxies de ce groupe (NGC 3817, NGC 3848 et NGC 3852) font partie du groupe compact de Hickson 58 qui compte cinq galaxies. Les quatrième et cinquième galaxies du groupe compact sont NGC 3819 et NGC 3820. Elles sont dans la même région de la sphère céleste et à des distances respectives de 96,9 Mpc et 95,0 Mpc de la Voie lactée, alors que la distance moyenne des six galaxies du groupe d'IC 724 de la liste de Mahtessian est de 96,0 ± 3,0 Mpc (∼313 millions d'al). NGC 3819 et NGC 3820 devraient donc être incluses dans ce groupe.